# Giraumont (Meurthe i Mosel·la)
Giraumont és un municipi francès situat al departament de Meurthe i Mosel·la i a la regió del Gran Est. L'any 2016 tenia 1.346 habitants.

## Demografia

### Població
El 2007 la població de fet de Giraumont era de 1.178 persones. Hi havia 476 famílies, de les quals 152 eren unipersonals (44 homes vivint sols i 108 dones vivint soles), 144 parelles sense fills, 148 parelles amb fills i 32 famílies monoparentals amb fills.
La població ha evolucionat segons el següent gràfic:
Habitants censats

### Habitatges
El 2007 hi havia 522 habitatges, 498 eren l'habitatge principal de la família, 2 eren segones residències i 22 estaven desocupats. 475 eren cases i 46 eren apartaments. Dels 498 habitatges principals, 391 estaven ocupats pels seus propietaris, 74 estaven llogats i ocupats pels llogaters i 33 estaven cedits a títol gratuït; 2 tenien una cambra, 7 en tenien dues, 29 en tenien tres, 247 en tenien quatre i 213 en tenien cinc o més. 387 habitatges disposaven pel capbaix d'una plaça de pàrquing. A 242 habitatges hi havia un automòbil i a 186 n'hi havia dos o més.

### Piràmide de població
La piràmide de població per edats i sexe el 2009 era:
| Homes | Edats   | Dones |
| ----- | ------- | ----- |
| 0     | 95 o +  | 4     |
| 4     | 90 a 94 | 8     |
| 8     | 85 a 89 | 12    |
| 4     | 80 a 84 | 12    |
| 32    | 75 a 79 | 44    |
| 32    | 70 a 74 | 76    |
| 28    | 65 a 69 | 36    |
| 36    | 60 a 64 | 52    |
| 28    | 55 a 59 | 40    |
| 44    | 50 a 54 | 40    |
| 24    | 45 a 49 | 40    |
| 84    | 40 a 44 | 44    |
| 28    | 35 a 39 | 28    |
| 28    | 30 a 34 | 32    |
| 28    | 25 a 29 | 40    |
| 20    | 20 a 24 | 16    |
| 32    | 15 a 19 | 32    |
| 16    | 10 a 14 | 32    |
| 24    | 5 a 9   | 24    |
| 36    | 0 a 4   | 28    |

## Economia
El 2007 la població en edat de treballar era de 676 persones, 475 eren actives i 201 eren inactives. De les 475 persones actives 423 estaven ocupades (232 homes i 191 dones) i 52 estaven aturades (20 homes i 32 dones). De les 201 persones inactives 71 estaven jubilades, 43 estaven estudiant i 87 estaven classificades com a «altres inactius».

### Ingressos
El 2009 a Giraumont hi havia 491 unitats fiscals que integraven 1.158,5 persones, la mediana anual d'ingressos fiscals per persona era de 16.283 €.

### Activitats econòmiques
Dels 13 establiments que hi havia el 2007, 1 era d'una empresa alimentària, 3 d'empreses de construcció, 2 d'empreses de comerç i reparació d'automòbils, 1 d'una empresa financera, 1 d'una empresa immobiliària, 1 d'una empresa de serveis, 2 d'entitats de l'administració pública i 2 d'empreses classificades com a «altres activitats de serveis».
Dels 4 establiments de servei als particulars que hi havia el 2009, 1 era un paleta, 1 fusteria, 1 empresa de construcció i 1 perruqueria.
L'únic establiment comercial que hi havia el 2009 era una fleca.
L'any 2000 a Giraumont hi havia 4 explotacions agrícoles.

## Equipaments sanitaris i escolars
L'únic equipament sanitari que hi havia el 2009 era un centre de salut.
El 2009 hi havia 1 escola maternal i 1 escola elemental.

## Poblacions més properes
El següent diagrama mostra les poblacions més properes.